# Flughafen Dehradun

i8
i11
i13

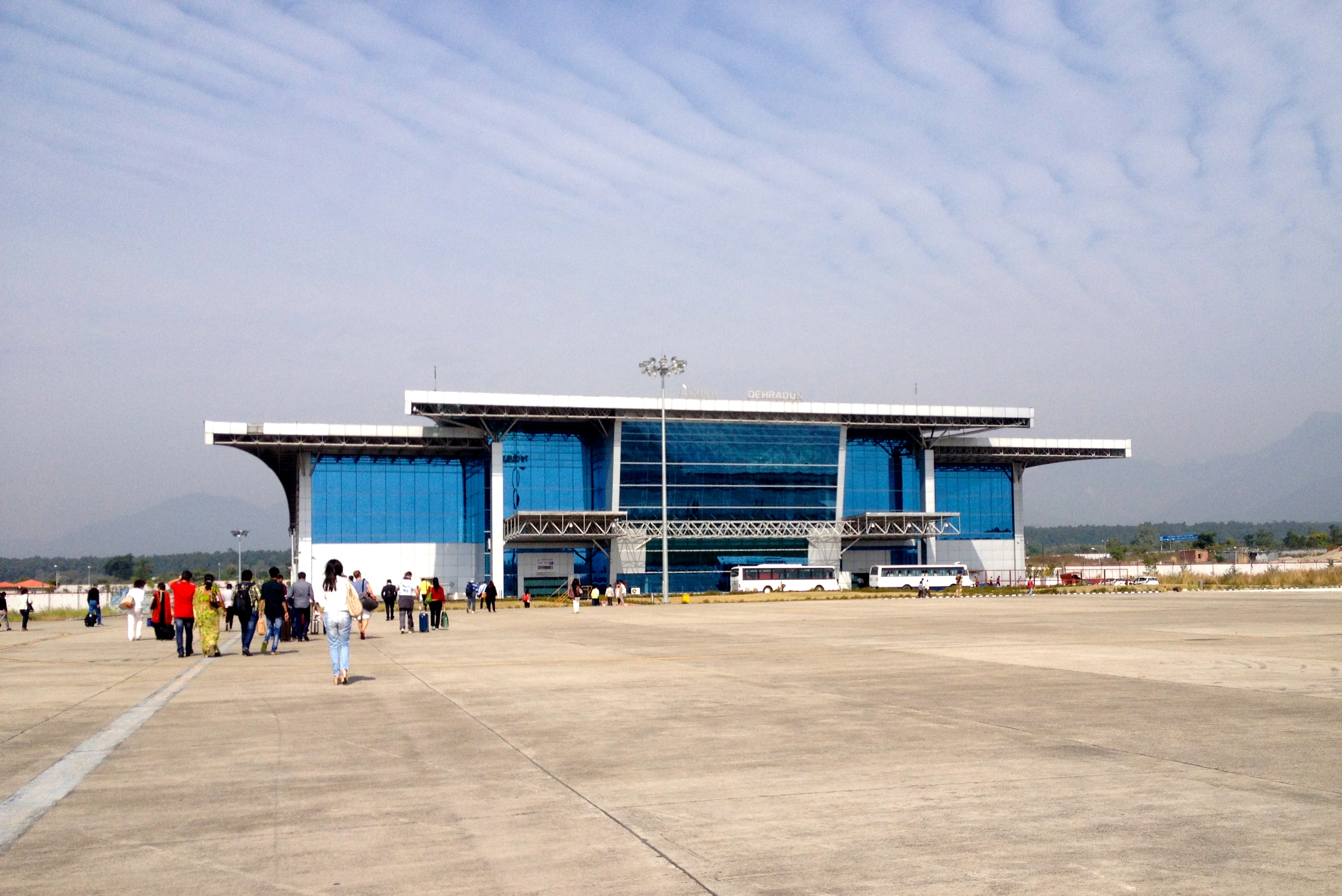
Flughafen Dehradun, Terminal (2014)

Der ca. 566 m hoch gelegene Flughafen Dehradun (englisch Dehradun Airport, auch Jolly Grant Airport) ist ein nationaler Flughafen ca. 26 km (Fahrtstrecke) südöstlich der Großstadt Dehradun, der Hauptstadt des Bundesstaats Uttarakhand, im Norden Indiens; bis zum Pilgerort Rishikesh sind es nur ca. 21 km in südöstlicher Richtung. Eine Umbenennung in Adi Shankaracharya Airport ist geplant.

## Geschichte
Der Flughafen wurde in den 1970er Jahren gebaut und in Betrieb genommen; die ersten Linienflüge begannen jedoch erst zu Beginn der 1980er Jahre. Die erneute kommerzielle Nutzung begann erst nach der Verlängerung der Start- und Landebahn auf 2140 m im Jahr 2008. Im Jahr 2021 wurde ein neues Terminal-Gebäude eingeweiht.

## Verbindungen
Verschiedene indische Fluggesellschaften betreiben z. T. mehrmals tägliche Linienflüge nach Delhi, Mumbai und Ahmedabad; ebenfalls angeflogene Ziele sind Lucknow, Bangalore und Allahabad.

## Sonstiges
- Betreiber des Flughafens ist die Airports Authority of India.
- Es gibt eine Start-/Landebahn mit 2180 m Länge und ILS-Ausstattung.